# Sainte-Verge
Sainte-Verge település Franciaországban, Deux-Sèvres megyében. Lakosainak száma 1404 fő (2022. január 1.). Sainte-Verge Saint-Martin-de-Sanzay, Thouars, Louzy és Loretz-d’Argenton községekkel határos.

## Népesség
A település népessége az elmúlt években az alábbi módon változott:
| Lakosok száma | 1427 | 1414 | 1435 | 1395 | 1383 | 1377 | 1385 | 1394 | 1404 |
|               | 2013 | 2015 | 2016 | 2017 | 2018 | 2019 | 2020 | 2021 | 2022 |